# The Crazy Rockers

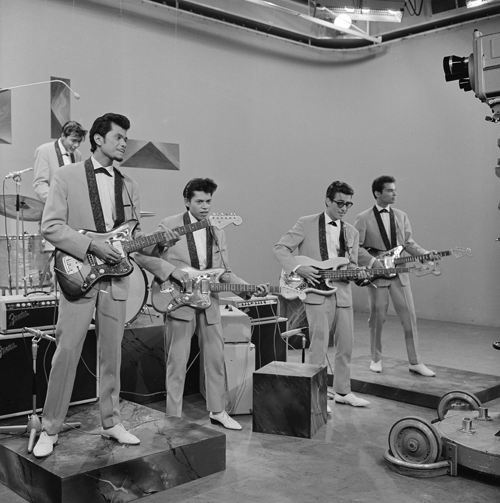
The Crazy Rockers in 1963

The Crazy Rockers is een band uit Den Haag. De band werd opgericht in 1959 en treden tot op heden in 2024 nog steeds op. De band is vanaf het begin van de oprichting samengesteld uit muzikanten met verschillende achtergronden: Indisch, Surinaams, Moluks en Nederlands.

## Biografie
In 1959 bestond de bezetting van The Crazy Rockers uit Sidney Rampersad, Woody Brunings, Piet Solleveld, Henny Aschman en Eddy Chatelin. Zoals elke band kent ook de band organische bezettingswijzigingen. Piet Solleveld en Henny Aschman maken geen deel uit van het gehele buitenland avontuur. In de loop der jaren hebben de volgende muzikanten bij The Crazy Rockers gespeeld: Harry Berg (drummer later leadgitarist), Harry James de Vries (leadgitarist), Boy Brostovsky (drummer), Louis Drabe (bassist).
In 1961 vertrekt de band naar het Duitse Hanau (Bernhards Eck). Daarna volgen Trier, München en veel later Hamburg, Hier hebben ze ongeveer in dezelfde periode als The Beat Brothers (de latere The Beatles) opgetreden. De Beat Brothers was de begeleidingsband van Tony Sheridan. Tijdens een dagje vrij is de band vanuit Hanau naar Frankfürt an Main (the Weindorf) gegaan, waar Rene & the Alligators speelden. Pim Veeren (hun bassist) maakte de overstap naar The Crazy Rockers. 
In de zomer van 1962 worden de Crazy Rockers de vaste band van Sheherazade. Van de eigenaar Eddy Kok in Scheveningen. Hier werd gedurende vier maanden elk weekend opgetreden. Daarna vertrekt de band weer naar Duitsland om onder andere in de nieuwe Star-Club in Hamburg te spelen.
In 1963 verschijnt de eerste single, een versie van de herkenningsmelodie van de film The Third Man. De tweede single is een cover van Giddy up a ding dong van Freddy Bell & the Bell Boys uit 1956. 
Specifieke kenmerken waar de Indorock groepen bekend om stonden en ook The Crazy Rockers in die jaren, waren de live-optredens waar een geweldige show wordt weggegeven met onder andere de staande (!) drummer Sidney Rampersad. Eind dat jaar moet Eddy Chatelin in dienst.
Daarnaast brengen The Crazy Rockers nog een paar singles en een lp uit. De band vertrekt weer voor langere tijd naar het buitenland (ditmaal niet alleen Duitsland, maar ook Scandinavië). Eind 1965 gaan de leden van The Crazy Rockers ieder hun eigen weg. Ze blijven echter goed contact houden en treden regelmatig bij gelegenheid nog steeds met elkaar op.
Sidney Rampersad overlijdt in 1981 op 41-jarige leeftijd. Kort daarvoor heeft hij nog meegedaan tijdens een reünieoptreden waar hij samen met The Crazy Rockers voor uitgenodigd was. De band maakt een doorstart met andere bezettingen. The Crazy Rockers worden in 2004 door de Nederlandse ambassade i.s.m. het Erasmushuis uitgenodigd om naar Indonesië te komen Jakarta. Ze beginnen aan een tournee door Indonesië. Nog steeds treden The Crazy Rockers met als kern Woody Brunings en Eddy Chatelin regelmatig op. Tijdens het concert Special 'X-mas Indorock & More' Edition op 22 december 2023 bij  poppodium Paard in Den Haag, worden Woody Brunings en Eddy Chatelin door burgemeester Jan van Zanen benoemd tot Ridder in de Orde van Oranje-Nassau. Ook Ben Poetiray (leider van de band) The Java Guitars wordt voor zijn bijdrage aan Indorock en de samenleving gedecoreerd. Februari 2024 bestaan The Crazy Rockers 65 jaar.

## Discografie

### Albums
| Album met eventuele hitnotering(en) in de Nederlandse Album Top 100 | Datum van verschijnen | Datum van binnenkomst | Hoogste positie | Aantal weken | Opmerkingen |
| ------------------------------------------------------------------- | --------------------- | --------------------- | --------------- | ------------ | ----------- |
| Drivin' with the Crazy Rockers                                      | 1964                  | -                     |                 |              |             |
| Successen van the Crazy Rockers                                     | 1966                  | -                     |                 |              |             |
| The best of the Crazy Rockers                                       | 1973                  | -                     |                 |              |             |
| Out of sight                                                        | 1981                  | -                     |                 |              |             |

### Singles
| Single met eventuele hitnotering(en) in de Nederlandse Top 40 | Datum van verschijnen | Datum van binnenkomst | Hoogste positie | Aantal weken | Opmerkingen |
| ------------------------------------------------------------- | --------------------- | --------------------- | --------------- | ------------ | ----------- |
| The Third Man / Mamma-Pappa Twist                             | 1963                  | -                     |                 |              |             |
| Giddy Up / Rosita My Love                                     | 1963                  | -                     |                 |              |             |
| Carioca / The Happy Whistler                                  | 1964                  | -                     |                 |              |             |
| Reelin' and Rockin' / I Feel Allright                         | 1965                  | -                     |                 |              |             |
| The Chicken Back / Money Honey                                | 1965                  | -                     |                 |              |             |
| Rock'n roll is still alive / Satisfied from yesterday         | 1982                  | -                     |                 |              |             |